# Frank Jacob (Designer)
Frank Jacob (* 1966 in Freiburg im Breisgau) ist ein deutscher Designer. Er ist seit 2005 Professor für Interface Design an der Muthesius Kunsthochschule in Kiel.

## Leben
Anknüpfend an seine handwerkliche Ausbildung zum Tischler studierte Jacob von 1992 bis 1997 Industriedesign an der Muthesius Hochschule für Kunst und Gestaltung in Kiel. Während des Studiums, in den Jahren 1995–1996 arbeitete Frank Jacob als Stipendiat der Carl Duisberg Gesellschaft in Tokio/Japan bei der Milai Corporation, einem der führenden japanischen Designbüros für Transportation Design und Consumer Products.
1999 gründete Frank Jacob das Designbüro Human Interface Design in Hamburg mit der Spezialisierung auf die nutzerzentrierte Gestaltung der Bedienqualität von technischen Geräten, Softwaresystemen und interaktiven Medien.
Im Wintersemester 2001/2002 übernahm Frank Jacob die Professurvertretung im technischen Design des Studiengangs Industriedesign der Muthesius Hochschule von  Ulrich Hirsch. 2005 wurde Frank Jacob als Professor für Interface Design an die Muthesius Kunsthochschule in Kiel berufen und verantwortet dort seitdem das Bachelor- und das Master-Programm Interface Design.
Frank Jacob ist Mitglied der German UPA, der Deutschen Gesellschaft für Designtheorie und -forschung (DGTF), der Gesellschaft für Informatik (GI) und der Association for Computing Machinery (ACM). Zudem ist er Beirat der iCom – Zeitschrift für interaktive und kooperative Medien.
Seit 2011 ist Frank Jacob Mitglied im Exzellenzcluster "Inflammation at Interfaces".

## Auszeichnungen und Preise
- 2006 Best Session Award der German UPA auf der Usability Fachtagung „Mensch und Computer“ für den Vortrag und Workshop:

„Affordances – Produkteigenschaften, die zur Nutzung motivieren und wie man sie gestaltet“
- 2008 red dot award für höchste Designqualität: „red dot: best of the best“, Kategorie: Graphical User Interface
- 2009 Nominierung für den Designpreis der Bundesrepublik Deutschland 2010
- 2009 Best Session Award der German UPA auf der Usability Fachtagung „Mensch und Computer“ für den Vortrag:  „Usable Motion – Das Usabilitypotenzial bewegter Grafik“
- 2010 iF communication design award, Kategorie: Product Interfaces
- 2010 red dot award für höchste Designqualität: „red dot: best of the best“ (2×), Kategorie: Graphical User Interface
- 2011 iF communication design award, Kategorie: Product Interfaces (2×)
- 2011 Nominierung für den Designpreis der Bundesrepublik Deutschland 2012 (4×)

## Veröffentlichungen
- 2005 Artikel im Fachmagazin etz Elektrotechnik + Automation: – „Der Nutzer steht im Mittelpunkt – Usability in der Industrie“
- 2006 Artikel im Fachmagazin ATP Automatisierungstechnische Praxis – „Review-Prozesse zur Sicherung der Bedienqualität in der Entwicklung interaktiver Systeme“
- 2007 Artikel im Jahrbuch Elektrotechnik 2007:

- „Der Nutzer steht im Mittelpunkt – Usability in der Industrie“
- 2007 Artikel in i-com Zeitschrift für interaktive und kooperative Medien

- „Affordances – Produkteigenschaften, die zur Nutzung motivieren und wie man sie gestaltet“
- 2008 Artikel in i-com Zeitschrift für interaktive und kooperative Medien

- „Die Macht des ‚und‘ – über Usability UND Ästhetik“
- 2009 Artikel in i-com Zeitschrift für interaktive und kooperative Medien – „Usable Motion – das ergonomische Potenzial bewegter Grafik“